# Jorden er giftig (film fra 1988)
 For alternative betydninger, se Jorden er giftig (flertydig). (Se også artikler, som begynder med Jorden er giftig)
Jorden er giftig er en dansk kortfilm fra 1988 instrueret af Niels Gråbøl efter eget manuskript.

## Handling
Den unge og uskyldige Signe flytter ind hos bohemepigen Liv, som er bartender og cafe-menneske. Liv lever et liv, der på overfladen er smart og spændende, og Signe ser op til hende. Det viser sig dog, at Liv er dødtræt af miljøet og vennerne, så hun begår selvmord, og Signe må alene klare den svære situation, uden støtte udefra.

## Medvirkende
- Sofie Gråbøl, Signe
- Stine Bierlich, Liv
- Pelle Koppel, Daniel
- Martin Brygmann
- Carsten Fromberg
- Giovanni Gambino
- Torben Hellborn